# Aster chingshuiensis
Aster chingshuiensis là một loài thực vật có hoa trong họ Cúc. Loài này được Y.C.Liu & C.H.Ou mô tả khoa học đầu tiên năm 1981.